# Jørgen Vig Knudstorp
Jørgen Vig Knudstorp (Fredericia, 21 november 1968) was tot eind 2016 CEO van de Deense speelgoedfabrikant LEGO. Hij trad in 2001 bij LEGO in dienst en per oktober 2004 werd Knudstorp benoemd tot opvolger van Kjeld Kirk Kristiansen. Onder leiding van Jørgen Vig Knudstorp is LEGO's jaarlijks resultaat omgezet van een verlies naar een goede winst.
Hij is per januari 2017 opgevolgd door Bali Padda als CEO van LEGO.